# È sempre meglio che sia un albero di mele
È sempre meglio che sia un albero di mele è il primo EP del gruppo musicale italiano Wolfango, pubblicato nel 2008.

## Il disco
L'EP è stato registrato in casa con un Tascam 4 piste su cassetta e riversata poi su CD masterizzato.
Il disco vede un notevole cambio di stile, vengono abbandonati i ritmi incalzanti e martellanti dei precedenti lavori a favore di un rock cantautorale pulito e il basso lascia spazio alla chitarra.

## Tracce
1. Lavorare
2. Red Boy Red Girl
3. È naturale
4. Crespelle
5. Cento per cento
6. Casa mia

## Formazione
- Marco Menardi - voce, chitarra, basso, grancassa, kazoo, maracas, armonica; pianoforte e archetto in Casa mia
- Sofia Maglione - voce, cori